# HD76614
HD76614 — хімічно пекулярна зоря спектрального класу A0, що має видиму зоряну величину в смузі V приблизно  7,4.
Вона  розташована на відстані близько 1230,8 світлових років від Сонця.

## Пекулярний хімічний склад
Зоряна атмосфера HD76614 має підвищений вміст 
Si
.